# Baubigny (Manche)
Pour les articles homonymes, voir Baubigny.
Baubigny (Beaubigny jusqu'en 1998) est une commune française, située sur la Côte des Isles dans le département de la Manche en région Normandie, peuplée de 134 habitants.

## Géographie
La commune est à l'ouest de la péninsule du Cotentin. Elle n'a pas de véritable bourg. Le lieu-dit l'Église est à 7,5 km au nord-ouest de Barneville-Carteret, à 11 km au sud des Pieux et à 15 km à l'ouest de Bricquebec.
Les communes limitrophes sont Surtainville, Les Moitiers-d'Allonne et Sénoville.

### Climat
Pour des articles plus généraux, voir Climat de la Normandie et Climat de la Manche.
En 2010, le climat de la commune est de type climat océanique franc, selon une étude du CNRS s'appuyant sur une série de données couvrant la période 1971-2000. En 2020, Météo-France publie une typologie des climats de la France métropolitaine dans laquelle la commune est exposée à un climat océanique et est dans la région climatique  Normandie (Cotentin, Orne), caractérisée par une pluviométrie relativement élevée (850 mm/a) et un été frais (15,5 °C) et venté. Parallèlement le GIEC normand, un groupe régional d’experts sur le climat, différencie quant à lui, dans une étude de 2020, trois grands types de climats pour la région Normandie, nuancés à une échelle plus fine par les facteurs géographiques locaux. La commune est, selon ce zonage, exposée à un « climat maritime », correspondant au Cotentin et à l'ouest du département de la Manche, frais, humide et pluvieux, où les contrastes pluviométrique et thermique sont parfois très prononcés en quelques kilomètres quand le relief est marqué.
Pour la période 1971-2000, la température annuelle moyenne est de 11,2 °C, avec une amplitude thermique annuelle de 10,6 °C. Le cumul annuel moyen de précipitations est de 923 mm, avec 13,4 jours de précipitations en janvier et 7,1 jours en juillet. Pour la période 1991-2020, la température moyenne annuelle observée sur la station météorologique la plus proche, située sur la commune de La Hague à 26 km à vol d'oiseau, est de 13,1 °C et le cumul annuel moyen de précipitations est de 480,0 mm. Pour l'avenir, les paramètres climatiques de la commune estimés pour 2050 selon différents scénarios d’émission de gaz à effet de serre sont consultables sur un site dédié publié par Météo-France en novembre 2022.

### Milieux naturels et biodiversité
Les dunes sont un site classé depuis 1974. Formant de facto un ensemble avec les dunes relevant des communes de Barneville-Carteret, Les Moitiers-d'Allonne et Surtainville, elles constituent un lieu de promenade et de jeux pour les enfants.

## Urbanisme

### Typologie
Au 1er janvier 2024, Baubigny est catégorisée commune rurale à habitat très dispersé, selon la nouvelle grille communale de densité à sept niveaux définie par l'Insee en 2022.
Elle est située hors unité urbaine.
Par ailleurs la commune fait partie de l'aire d'attraction de Cherbourg-en-Cotentin, dont elle est une commune de la couronne,. Cette aire, qui regroupe 77 communes, est catégorisée dans les aires de 50 000 à moins de 200 000 habitants,.
La commune, bordée par la Manche, est également une commune littorale au sens de la loi du 3 janvier 1986, dite loi littoral. Des dispositions spécifiques d’urbanisme s’y appliquent dès lors afin de préserver les espaces naturels, les sites, les paysages et l’équilibre écologique du littoral, tel le principe d'inconstructibilité, en dehors des espaces urbanisés, sur la bande littorale des 100 mètres, ou plus si le plan local d'urbanisme le prévoit.

### Occupation des sols
L'occupation des sols de la commune, telle qu'elle ressort de la base de données européenne d’occupation biophysique des sols Corine Land Cover (CLC), est marquée par l'importance des territoires agricoles (51,7 % en 2018), une proportion identique à celle de 1990 (51,7 %).
La répartition détaillée en 2018 est la suivante : milieux à végétation arbustive et/ou herbacée (46 %), prairies (32,9 %), zones agricoles hétérogènes (11 %), terres arables (7,8 %), espaces ouverts, sans ou avec peu de végétation (2,3 %).

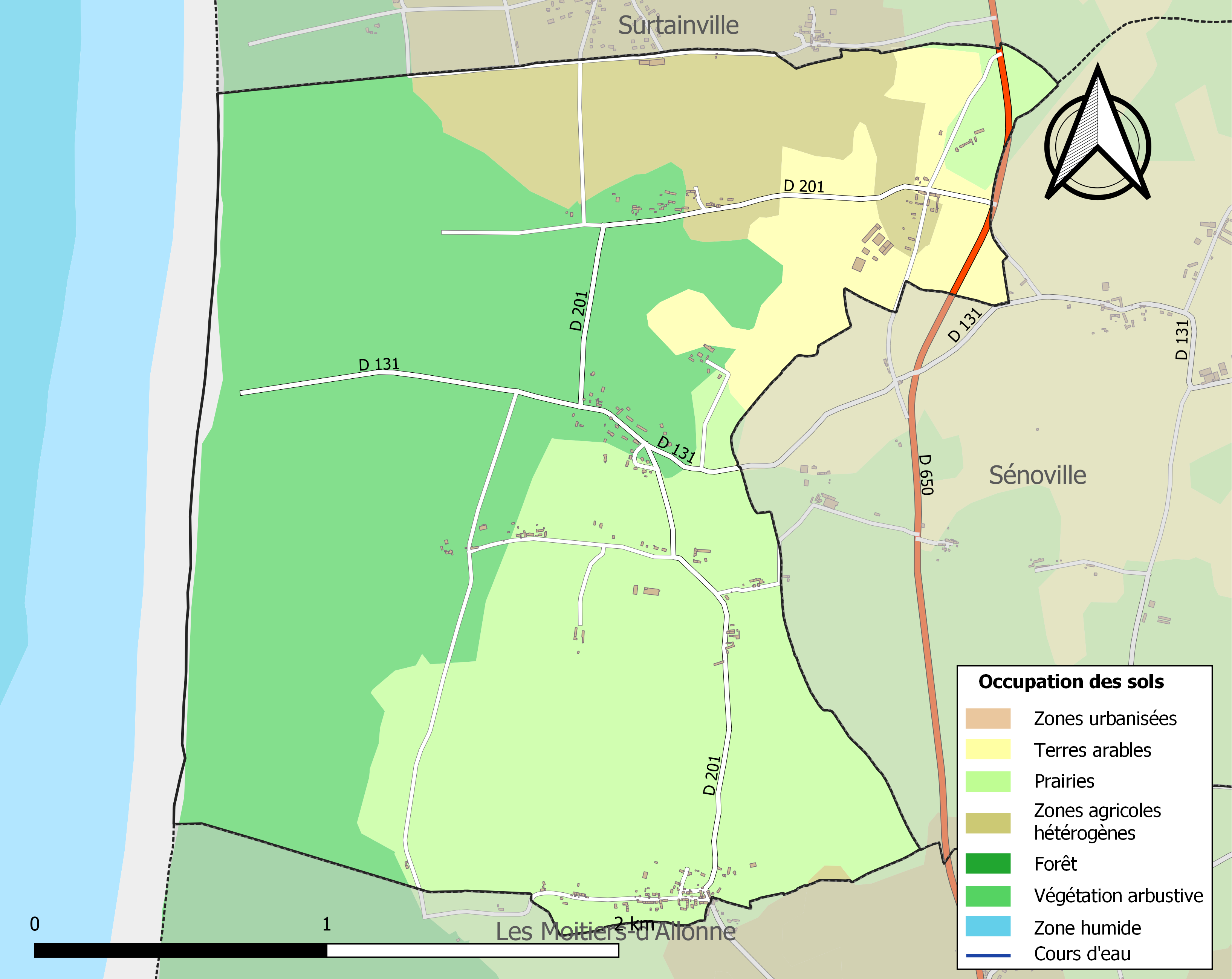
Carte des infrastructures et de l'occupation des sols de la commune en 2018 (CLC).

L'évolution de l’occupation des sols de la commune et de ses infrastructures peut être observée sur les différentes représentations cartographiques du territoire : la carte de Cassini (XVIIIe siècle), la carte d'état-major (1820-1866) et les cartes ou photos aériennes de l'IGN pour la période actuelle (1950 à aujourd'hui).

## Toponymie
Le nom de la localité est attesté sous les formes de Baubeigniaco ou Balbigneio, et de Balbenneio au XIIe siècle, et également Balbiniacum, Balbinicum.
Le toponyme est issu d'un anthroponyme latin ou roman tel que Balbinius ou Balbinus. Baubigny est l'une des rares communes de la presqu'île du Cotentin qui ait conservé un nom de lieux gallo-romains en -acum.

## Histoire

### Moyen Âge
Le premier seigneur connu, à travers l'attestation de deux chartes de Robert Bertran de Bricquebec (Robert IV ?) antérieures à 1204, est un certain Guillaume de Baubigny. Le seigneur du lieu avait le patronage de l'église. Le curé percevait la totalité des grosses et menues dîmes de la paroisse. En 1250, ce sont les Du Castel qui sont seigneurs de Baubigny et le Livre noir de Coutances précise que le patron de l'église est Guillaume Du Castel, écuyer.

### Temps modernes
À la fin du XVe siècle, c'est Robert Le Breton, écuyer, qui est seigneur de Baubigny. Ses deux fils lui succédèrent : Jean, prêtre, qui vivait en 1523, seigneur et curé du lieu, et le second Richard qui hérita du fief à la mort de Jean.
Le 8 mars 1538, Richard Le Breton rend aveu au roi pour le fief de Baubigny, huitième de fief de chevalier (fief d'1/8 de haubert) tenu du roi sous la vicomté de Valognes, avec manoir, colombier et moulin à vent banal, qui s'étendait sur les paroisses de Baubigny et de Saint-Paul-des-Sablons. En 1567, Nicollas Le Breton, sieur de Baubigny, est taxé pour ce fief de 4 livres dans le rôle des nobles et roturiers, au titre du ban et de l'arrière ban de la vicomté de Coutances, réalisé par Gilles Dancel, seigneur d'Audouville, lieutenant général du bailli de Cotentin, tenu à Coutances les 20-22 octobre. En 1573, celui-ci, fils de Richard et de Françoise de Hennot, en rend aveu. Nicolas épousa Françoise Jallot avec qui il eut trois fils dont Jacques qui fut à son tour seigneur de Baubigny. Ce dernier échangea la seigneurie avec Guillaume Basan (1575-v. 1646), baron de Flamanville, contre des terres sises sur Flamanville. Le 13 janvier 1628, par convention entre Guillaume Basan et M. de Longueville il est établi que le fief de Baubigny relèverait de la baronnie de Bricquebec pour un demi-fief de haubert.
Dans la seconde moitié du XVIIIe siècle, le seigneur et patron de Baubigny est Jean-Jacques Basan, marquis de Flamanville, qui avait pour fille et unique héritière, Marie-Jeanne-Françoise-Élisabeth Basan épouse de Jean-Joseph Le Conte de Nonant et qui au décès de sa femme, vers 1763, fit peindre à l'extérieur sur les murs nord et sud du chœur de l'église de Baubigny, par Charles Flambard, peintre-sculpteur de la paroisse des Pieux, une litre funéraire.

### Époque contemporaine
En 1824, Baubigny (212 habitants en 1821) absorbe Saint-Paul-des-Sablons (64 habitants,). Par décret du 16 novembre 1998, le nom de la commune est orthographié Baubigny.

### Saint-Paul-des-Sablons
Au Moyen Âge le fief de Saint-Paul-des-Sablons dépend de l'honneur de Bricquebec. La foire annuelle qui se tenait à Saint-Paul-des-Sablons fut transférée au XVIe siècle à Bricquebec en raison de l'insécurité des guerres de Religion.

## Politique et administration

### Administration, municipale
Compte tenu de la population de la commune, son conseil municipal est composé de onze membres dont le maire et ses adjoints

### Liste des maires
| Période                                  | Période    | Identité                                    | Étiquette | Qualité |
| ---------------------------------------- | ---------- | ------------------------------------------- | --------- | --- |
| Les données manquantes sont à compléter. |            |                                             |           | |
| 12/12/1792                               | 1796       | Louis Léonord Pasquier (1756-1842)          |           | Curé constitutionnel de Baubigny (aout 1791, 1792), cultivateur (1801-1804) puis vicaire de Baubigny (après 1809)          |
| 1796                                     | 1797       | Louis Leberger (1724-1798)                  |           | Sieur du Grand Pré |
| 1798                                     | 1800       | Louis Pasquier (1756-1842)                  |           | Curé constitutionnel de Baubigny (août 1791, 1792), cultivateur (1801-1804) puis vicaire de Baubigny (après 1809)          |
| 1800                                     | 1815       | Jean Surcouf dit "Les Carreaux" (1751-1829) |           | |
| 1816                                     | 1826       | Jean Sibran (1756-1850)                     |           | Cumule les fonctions de maire de Saint-Paul-des-Sablons et Baubigny                                                        |
| 1826                                     | mai 1834   | François Larquemin (1785-1834)              |           | |
| 1834                                     | 1848       | Guillaume Legagneur (1791-1873)             |           | |
| 1849                                     | 1893       | François-Nicolas Larquemin (1816-1893)      |           | |
| 1893                                     | 1896       | Léonce Larquemin (1848-1925)                |           | |
| 1896                                     | 1908       | Ferdinand Le Cannellier (1834-1904)         |           | Avoué à Valognes (jusqu'en 1892), Conseiller d'arrondissement (1895-1904), propriétaire du manoir et des fermes Saint-Paul |
| 1908                                     | 1926       | Albert Le Cannellier                        |           | Avocat à Valognes, conseiller d'arrondissement, propriétaire du manoir et des fermes Saint-Paul                            |
| 1926                                     | 1941       | Armand Hébert (1861-1941)                   |           | Propriétaire à la Hurette                                                                                                  |
| 1942                                     | 1944       | François Simon (1888-1956)                  |           | fait fonction |
| 1944                                     | 1945       | Alexandre Morel (1898-1959)                 |           | |
| 1945                                     | 1953       | François Morel (1893-1953)                  |           | |
| 1953                                     | 1965       | Alphonse Lecroisey (1912-1996)              |           | |
| 1965                                     | 1971       | Albert Simon (1926-2019)                    |           | |
| 1971                                     | 1995       | Louis Simon (1923-2005)                     |           | |
| juin 1995                                | juin 2022, | Émile Feuilly, (1952-2022)                  | SE        | Technicien |
| sept. 2022                               | En cours   | François Simon (né en 1972)                 | SE        | Exploitant agricole |

## Population et société
Les habitants de la commune sont appelés les Balbignacien.

### Démographie
L'évolution du nombre d'habitants est connue à travers les recensements de la population effectués dans la commune depuis 1793. Pour les communes de moins de 10 000 habitants, une enquête de recensement portant sur toute la population est réalisée tous les cinq ans, les populations de référence des années intermédiaires étant quant à elles estimées par interpolation ou extrapolation. Pour la commune, le premier recensement exhaustif entrant dans le cadre du nouveau dispositif a été réalisé en 2006.
En 2022, la commune comptait 134 habitants, en évolution de −8,22 % par rapport à 2016 (Manche : −0,31 %, France hors Mayotte : +2,11 %).
| 1793 | 1800 | 1806 | 1821 | 1831 | 1836 | 1841 | 1846 | 1851 |
| ---- | ---- | ---- | ---- | ---- | ---- | ---- | ---- | ---- |
| 254  | 80   | 231  | 212  | 270  | 282  | 282  | 288  | 281  |

| 1856 | 1861 | 1866 | 1872 | 1876 | 1881 | 1886 | 1891 | 1896 |
| ---- | ---- | ---- | ---- | ---- | ---- | ---- | ---- | ---- |
| 269  | 293  | 294  | 269  | 254  | 223  | 231  | 241  | 254  |

| 1901 | 1906 | 1911 | 1921 | 1926 | 1931 | 1936 | 1946 | 1954 |
| ---- | ---- | ---- | ---- | ---- | ---- | ---- | ---- | ---- |
| 234  | 246  | 232  | 212  | 195  | 204  | 223  | 203  | 193  |

| 1962 | 1968 | 1975 | 1982 | 1990 | 1999 | 2006 | 2011 | 2016 |
| ---- | ---- | ---- | ---- | ---- | ---- | ---- | ---- | ---- |
| 192  | 185  | 156  | 167  | 174  | 166  | 150  | 158  | 146  |

| 2021 | 2022 | - | - | - | - | - | - | - |
| ---- | ---- | - | - | - | - | - | - | - |
| 136  | 134  | - | - | - | - | - | - | - |

| 1793 | 1800 | 1806 | 1821 |
| ---- | ---- | ---- | ---- |
| 62   | 68   | 68   | 64   |

### Manifestations culturelles et festivités
- Cérémonie au monument aux morts les 11 novembre.
- Repas annuel des anciens de la commune (habitants à partir de 60 ans).

### Sports et loisirs
La longue plage de 11 kilomètres environ, s'étendant de la falaise de Carteret au cap du Rozel, est favorable au footing, à l'équitation, à la pratique du char à voile (ou disciplines connexes) et à la baignade dans les rouleaux.

## Culture locale et patrimoine

### Lieux et monuments

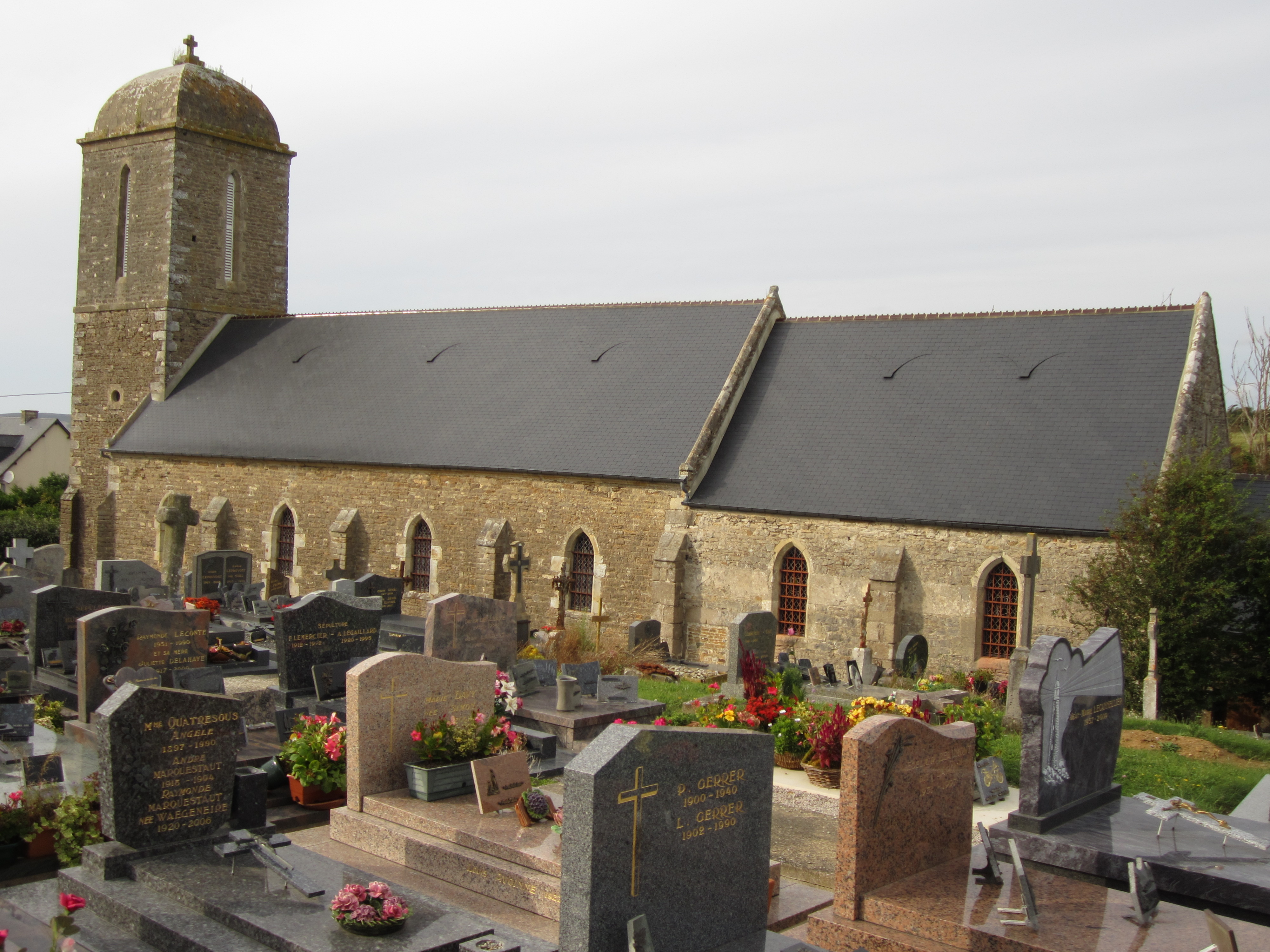
L'église Saint-Martin.

- Église Saint-Martin des XVIe – XIXe siècles, remaniée, avec sa tour terminée par un petit dôme en pierre. Elle abrite une Vierge à l'Enfant du XVe classée au titre objet aux monuments historiques[41]. Sont également conservés un bas-relief du XVIIe de l'ancienne église Saint-Paul, un chemin de croix du XXe de M. Chappuis, un groupe sculpté charité saint Martin du XVIe, une statue de saint Martin du XIVe[21], des pierres tombales du XVIIe.
- Fontaine Saint-Martin (c'est un puits couvert, en retrait sur la droite, au début de la route D 201 en direction de Surtainville, non loin de l'église, vers les mielles, à la lisière d'un bois).
- Manoir de Saint-Paul (1775).
- Ancien manoir seigneurial de Baubigny des XVIe – XVIIe siècles.
- Ferme-manoir fortifiée de la Vallée du XVIe siècle, et son porche d'entrée.
- Le monument aux morts présente la particularité d'être un monument religieux apparemment réutilisé pour honorer les morts de la Grande Guerre. C'est une grande croix chrétienne en granite. Au haut de son socle sont écrits les mots Mission de 1925 et, en dessous et sur deux des trois autres côtés, les noms des habitants de Baubigny morts lors des combats de la Première Guerre mondiale.
- Croix de chemin de Saint-Paul-des-Sablons du XVIe siècle.
- Calvaire du XXe siècle sur lequel sont gravés les noms des morts pour la France de la Première Guerre mondiale.
- Croix de cimetière du XVIe siècle.
- Ancien presbytère, non loin du manoir au lieu-dit le Vieux Presbytère, avec une porte et un linteau en accolade de la fin du XVe ou du début du XVIe siècle[25].